# 戦争と冒険
『戦争と冒険』（せんそうとぼうけん、Young Winston）は1972年のイギリス・アメリカ合衆国の伝記映画。
リチャード・アッテンボロー監督の2作目の作品で、出演はサイモン・ウォードとロバート・ショウなど。
第二次世界大戦時のイギリス首相として知られるウィンストン・チャーチルが1930年に著した自伝『わが半生』を原作とし、冒険心と野望を持って戦場をかけめぐった彼の青年時代を描いている。
第30回ゴールデングローブ賞では外国映画賞（英語映画部門）を受賞している。
第45回アカデミー賞では脚本賞と衣裳デザイン賞、美術賞の3部門でノミネートされたが、いずれも受賞は逃した。

## ストーリー
ウィンストン・チャーチルの少年時代から青年時代を中心に、父ランドルフや母ジェニーとの関係を絡めながら、国会議員として初当選を果たし、後の妻クレメンタインと出会うまでを描いている。

## キャスト
※括弧内は日本語吹替
- ウィンストン・チャーチル: サイモン・ウォード（神谷明、老年期は石森達幸）
- ランドルフ・チャーチル: ロバート・ショウ（小林清志）- ウィンストンの父。保守党の庶民院議員。
- レディ・ランドルフ・チャーチル: アン・バンクロフト（駒塚由衣）- ウィンストンの母。アメリカ人。
- ジェームズ・ウェルドン（英語版）: ジャック・ホーキンス - ハーロー校の校長。
- ジョージ・アール・バックル（英語版）: イアン・ホルム - 編集者。
- デビッド・ロイド・ジョージ: アンソニー・ホプキンス - 自由党の庶民院議員。ウィンストンの友人。
- ビンドン・ブラッド（英語版）将軍: パトリック・マギー - イギリス陸軍司令官。
- エイルマー・ホールデーン（英語版）大尉: エドワード・ウッドワード - イギリス陸軍士官。
- キッチナー将軍: ジョン・ミルズ - イギリス陸軍司令官。チャーチルを嫌う。
- エヴェレスト夫人（英語版）: パット・ヘイウッド（英語版） - ウィンストンの乳母。
- ソールズベリー卿: ローレンス・ナイスミス（英語版） - 保守党の貴族院議員。
- ジョゼフ・チェンバレン: バジル・ディグナム（英語版） - 自由統一党の庶民院議員。
- オースティン・チェンバレン: ジェレミー・チャイルド（英語版） - 自由統一党の庶民院議員。ジョゼフの息子。
- 校長: ロバート・ハーディ - ウィンストンが最初に入学した学校の校長。
- クレメンタイン・ホージアー: ピッパ・スティール（英語版） - 後にウィンストンの妻となる女性。

※日本語吹替：テレビ版・初放送1987年4月16日 TBS『木曜ロードショー』

## 作品の評価
Rotten Tomatoesによれば、10件の評論のうち、高く評価しているのは50%にあたる5件で、平均して10点満点中5.75点を得ている。